# Banjo Paterson
Banjo Paterson, właśc. Andrew Barton Paterson (ur. 17 lutego 1864 w Narambli, zm. 5 lutego 1941 w Sydney) – australijski „poeta buszu” (ang. bush poet), dziennikarz i autor. Twórca wielu wierszy i ballad poruszających tematy z australijskiego życia, skupiających się szczególnie na problematyce obszarów wiejskich i tzw. australijskiego outbacku, w szczególności okolice miejscowości Binalong (Nowa Południowa Walia), gdzie spędził znaczną część swojego dzieciństwa.
Napisał m.in.: „Waltzing Matilda”, „The Man from Snowy River” (poemat) i „Clancy of the Overflow”.

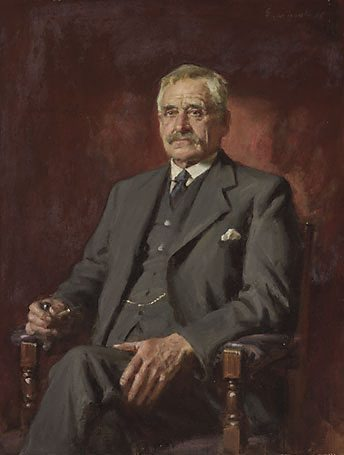
Banjo Paterson, obraz Johna Longstaffa, 1935.

## Wybrane prace
- Clancy of the Overflow (1889)
- The Man from Snowy River (poemat) (1890)
- In Defense of the Bush (1892)
- The Man from Ironbark (1892)
- The Man from Snowy River and Other Verses (1895)
- Waltzing Matilda (1895)
- Hay and Hell and Booligal (1896)
- Mulga Bill’s Bicycle (1896)
- T.Y.S.O.N. (1898)
- We’re All Australians Now (1915)